# 罗高寿
伊戈尔·阿列克谢耶维奇·罗加乔夫（俄語：Игорь Алексеевич Рогачёв，羅馬化：Igorʼ Alekseyevich Rogachyov，1932年3月1日—2012年4月8日），中文名罗高寿，莫斯科人，俄罗斯外交官、汉学家，前駐華大使。

## 简介
- 1932年，罗高寿跟随父亲、汉学家老罗高寿（中文名：罗高寿（父子同名）。俄文名：阿列克谢·彼得罗维奇·罗加乔夫）来到苏联驻乌鲁木齐总领事馆生活。1936年至1939年，又随家人在苏联驻哈尔滨总领事馆生活。[4]
- 1954年，毕业于莫斯科东方大学[5]汉语专业；1955年毕业于苏联外交部莫斯科国立国际关系学院，历史学副博士。毕业后曾先后为中华人民共和国国务院外国专家局任翻译，为京剧表演艺术家梅兰芳任翻译，参加中苏远东水文科学考察队。1958年1月起，供职于苏联驻华大使馆，此后曾与中国领导人毛泽东、周恩来等会面[4]。
- 1969年，珍宝岛发生大规模武装冲突，罗高寿任苏联驻华大使馆参赞。1986年起，担任苏中边境问题谈判团团长。1989年2月，作为苏联外交部副部长，陪同部长谢瓦尔德纳泽前来北京为戈尔巴乔夫访华做准备，在上海同苏联代表团一起受到邓小平接见。1992年，俄罗斯联邦首任总统叶利钦签署总统令，任命其为驻华大使。2005年5月21日，结束了长达13年的驻华大使任职[6]，并回国担任俄罗斯联邦委员会委员[7]。
- 2008年9月，罗高寿因车祸受伤。[8]
- 2012年4月7日，罗高寿在俄罗斯首都莫斯科逝世。[9][3]